# Irvington (New Jersey)
Irvington ist ein Township im Essex County, New Jersey, USA. Das U.S. Census Bureau ermittelte bei der Volkszählung 2020 eine Einwohnerzahl von 61.176.

## Geographie
Nach dem United States Census Bureau hat die Stadt eine Gesamtfläche von 7,7 km², wobei keine Wasserflächen miteinberechnet sind.

## Demographie
Nach der Volkszählung von 2000 gibt es 60.695 Menschen, 22.032 Haushalte und 14.408 Familien in der Stadt. Die Bevölkerungsdichte beträgt 7.917,1 Einwohner pro km². 8,97 % der Bevölkerung sind Weiße, 81,66 % Afroamerikaner, 0,24 % amerikanische Ureinwohner, 1,10 % Asiaten, 0,10 % pazifische Insulaner, 3,68 % anderer Herkunft und 4,24 % Mischlinge. 8,38 % sind Latinos unterschiedlicher Abstammung.
Von den 22.032 Haushalten haben 33,9 % Kinder unter 18 Jahre. 30,2 % der Haushalte sind verheiratete, zusammenlebende Paare, 27,6 % sind alleinerziehende Mütter, 34,6 % sind keine Familien, 29,3 % bestehen aus Singlehaushalten und in 6,4 % leben Menschen über 65. Die Durchschnittshaushaltsgröße beträgt 2,74, die Durchschnittsfamiliengröße 3,39.
28,0 % der Bevölkerung sind unter 18 Jahre alt, 10,7 % zwischen 18 und 24, 32,3 % zwischen 25 und 44, 21,5 % zwischen 45 und 64, 7,5 % älter als 65. Das Durchschnittsalter beträgt 32 Jahre. Das Verhältnis Frauen zu Männer beträgt 100:87,7, für Menschen älter als 18 Jahre beträgt das Verhältnis 100:81,5.
Das jährliche Durchschnittseinkommen der Haushalte beträgt 36.575 USD, das Durchschnittseinkommen der Familien 41.098 USD. Männer haben ein Durchschnittseinkommen von 32.043 USD, Frauen eines von 27.244 USD. Der Prokopfeinkommen der Stadt beträgt 16.874 USD. 17,4 % der Bevölkerung und 15,8 % der Familien leben unterhalb der Armutsgrenze, davon sind 22,9 % Kinder unter 18 Jahre und 12,2 % älter als 65.

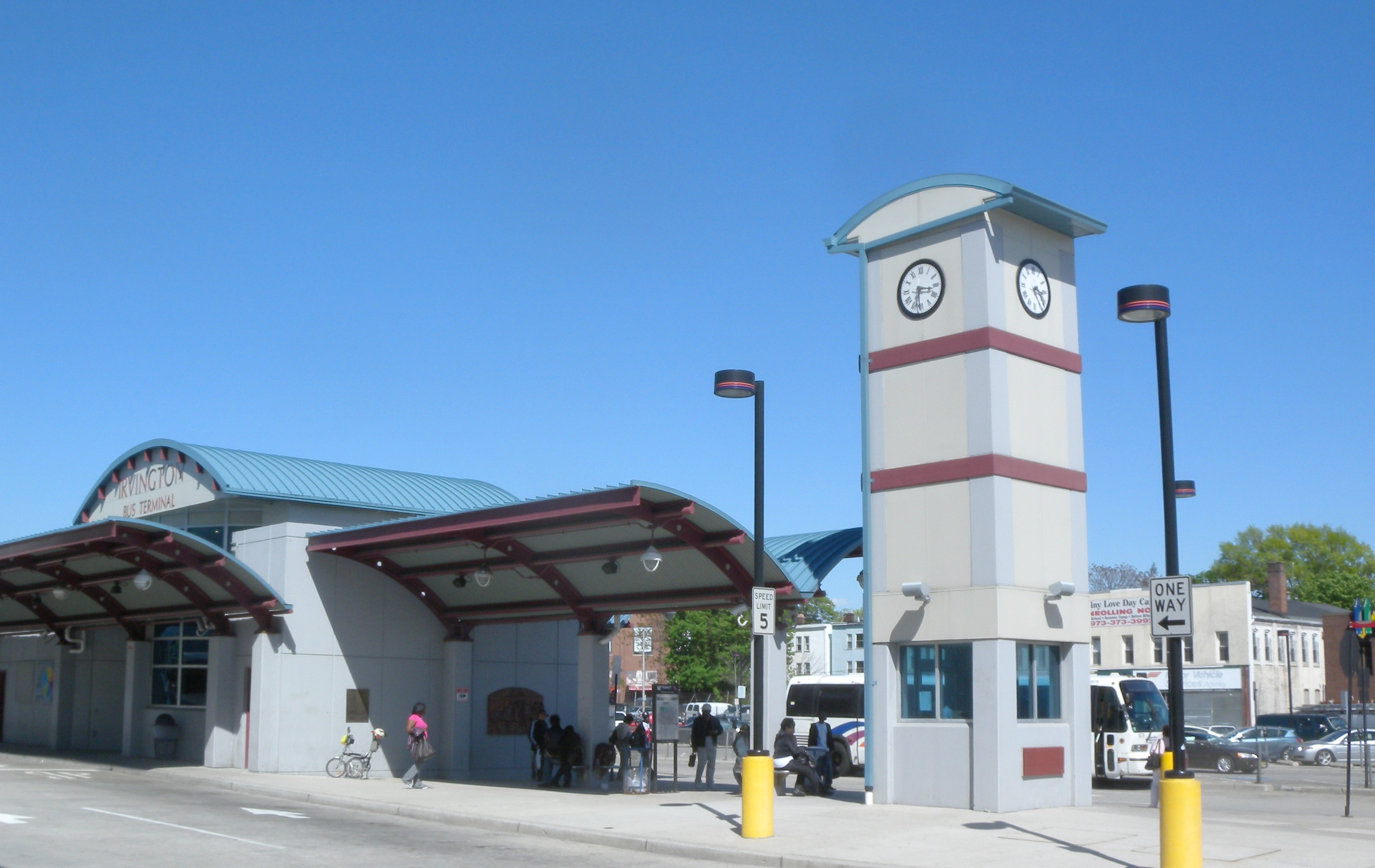
Irvington Bus Terminal
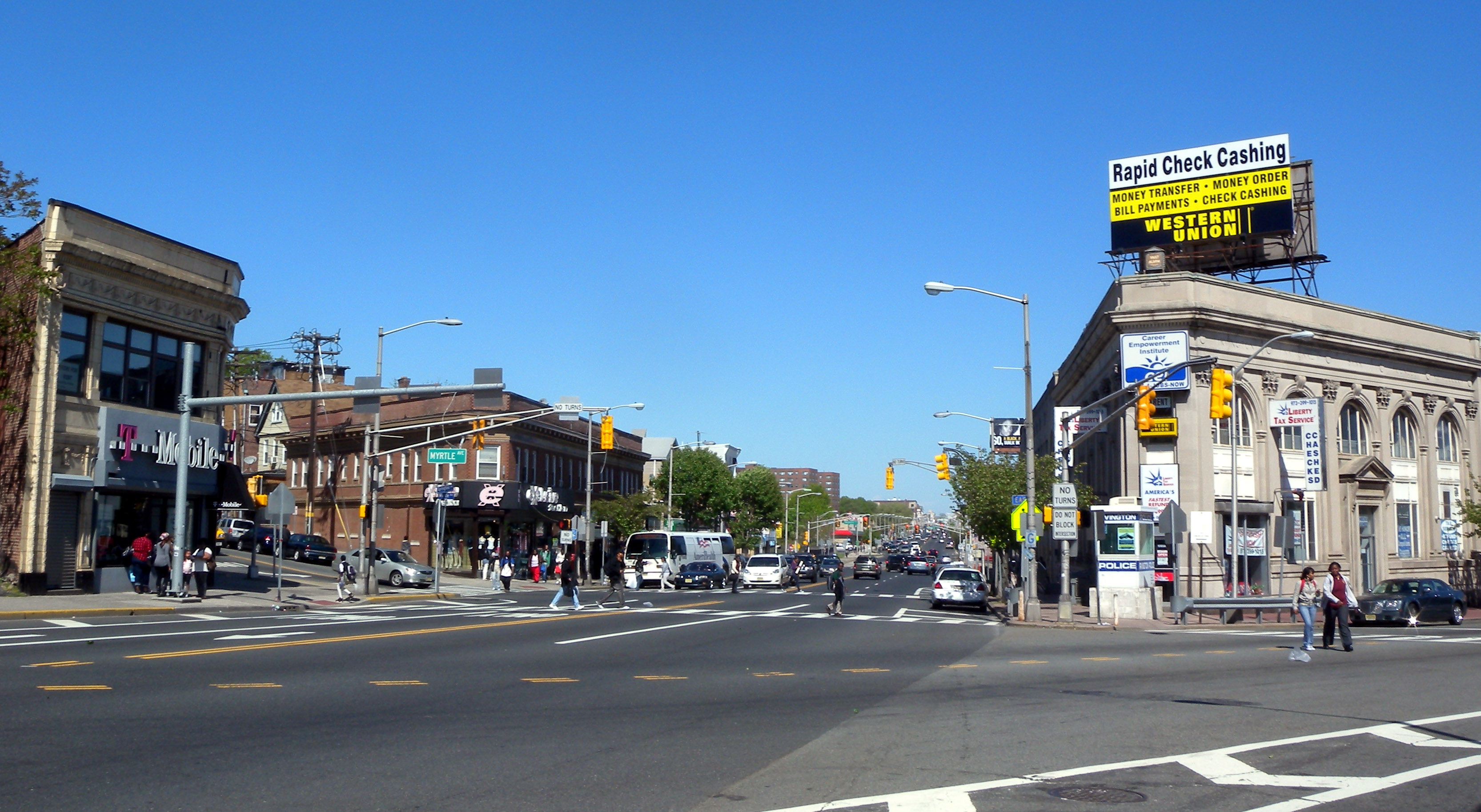
Springfield Av. Irvington

## Söhne und Töchter des Townships
- Bob Ackerman (1940 oder 1941–2022), Jazzmusiker
- Erna Schneider Hoover (* 1926), Programmiererin
- Yaki Kadafi (1977–1996), Rapper
- Robert Markowitz (* 1935), Film- und Fernsehregisseur